# Giedrius Titenis
Giedrius Titenis (Anykščiai (Utena), 21 juli 1989) is een Litouwse zwemmer. Hij vertegenwoordigde zijn vaderland op de Olympische Zomerspelen 2008 in Peking en op de Olympische Zomerspelen 2012 in Londen.

## Carrière
Bij zijn internationale debuut, op de Europese kampioenschappen zwemmen 2006 in Boedapest, werd Titenis uitgeschakeld in alle drie de schoolslagnummers en de 50 m vrije slag. Op de Europese kampioenschappen kortebaanzwemmen 2006 in Helsinki strandde de Litouwer in de series van de 50 meter vrije slag en de 50, 100 en 200 meter schoolslag. Samen met Paulius Andrijauskas, Rimvydas Salcius en Paulius Viktoravicius strandde hij in de series van de 4x50 meter vrije slag. Op de wereldkampioenschappen zwemmen jeugd 2006 behaalde hij de bronzen medaille op de 200 meter schoolslag.
Tijdens de wereldkampioenschappen zwemmen 2007 in Melbourne werd Titenis uitgeschakeld in de halve finales van de 100 meter schoolslag en in de series van de 50 en de 100 meter schoolslag en de 50 meter vrije slag. Op de 4x100 meter wisselslag strandde hij samen met Vytautas Janusaitis, Paulius Andrijauskas en Paulius Viktoravicius in de series. In Debrecen nam de Litouwer deel aan de Europese kampioenschappen kortebaanzwemmen 2007, op dit toernooi strandde hij in de series van de 50, 100 en de 200 meter schoolslag.
Op de Europese kampioenschappen zwemmen 2008 in Eindhoven werd Titenis uitgeschakeld in de series van de 50, 100 en de 200 meter schoolslag, samen met Vytautas Janusaitis, Rimvydas Salcius en Paulius Viktoravicius strandde hij in de series van de 4x100 meter wisselslag. Tijdens de Olympische Zomerspelen van 2008 in Peking werd de Litouwer uitgeschakeld in de halve finales van de 100 meter schoolslag. In Rijeka nam Titenis deel aan de Europese kampioenschappen kortebaanzwemmen 2008, op dit toernooi eindigde hij als achtste op de 200 meter schoolslag. Op de 100 meter schoolslag strandde hij in de halve finales en op de 50 meter schoolslag in de series.

### 2009-heden
Op de wereldkampioenschappen zwemmen 2009 in Rome sleepte de Litouwer de bronzen medaille in de wacht op de 200 meter schoolslag, die hij moest delen met de Australiër Christian Sprenger, en eindigde hij als zesde op de 100 meter schoolslag, op de 50 meter schoolslag werd hij uitgeschakeld in de series. Op de 4x100 meter wisselslag strandde hij samen met Vytautas Janusaitis, Rimvydas Salcius en Paulius Viktoravicius in de series. Tijdens de Europese kampioenschappen kortebaanzwemmen 2009 in Istanboel werd Titenis uitgeschakeld in de halve finales van de 100 meter schoolslag en in de series van zowel de 50 als de 200 meter schoolslag. Samen met Paulius Viktoravicius, Vytautas Janusaitis en Mindaugas Sadauskas eindigde hij als achtste op de 4x50 meter vrije slag, op de 4x50 meter wisselslag strandde hij samen met Vytautas Janusaitis, Paulius Viktoravicius en Mindaugas Sadauskas in de series.
In Boedapest nam de Litouwer deel aan de Europese kampioenschappen zwemmen 2010. Op dit toernooi eindigde hij als vijfde op de 100 meter schoolslag, daarnaast werd hij uitgeschakeld in de halve finales van de 50 en de 200 meter schoolslag. Samen met Vytautas Janusaitis, Paulius Viktoravicius en Mindaugas Sadauskas strandde hij in de series van de 4x100 meter wisselslag. Op de Europese kampioenschappen kortebaanzwemmen 2010 in Eindhoven werd Titenis uitgeschakeld in de halve finales van de 100 meter schoolslag en in de series van de 50 en de 200 meter schoolslag. Op de 4x50 meter vrije slag strandde hij samen met Paulius Viktoravicius, Vytautas Janusaitis en Matas Andriekus in de series, samen met Vytautas Janusaitis, Edvinas Dautartas en Paulius Viktoravicius werd hij uitgeschakeld in de series van de 4x50 meter wisselslag. Tijdens de wereldkampioenschappen kortebaanzwemmen 2010 in Dubai strandde de Litouwer in de halve finales van de 100 meter schoolslag en in de series van zowel de 50 als de 200 meter schoolslag.
In Shanghai nam Titenis deel aan de wereldkampioenschappen zwemmen 2011. Op dit toernooi eindigde hij als zesde op zowel de 100 als de 200 meter schoolslag, op de 50 meter schoolslag werd hij uitgeschakeld in de series. Op de 4x100 meter wisselslag strandde hij samen met Matas Andriekus, Vytautas Janusaitis en Mindaugas Sadauskas in de series.
Op de Olympische Zomerspelen van 2012 in Londen eindigde de Litouwer als achtste op de 100 meter schoolslag, op de 200 meter schoolslag werd hij uitgeschakeld in de halve finales. Tijdens de Europese kampioenschappen kortebaanzwemmen 2012 in Chartres strandde Titenis in de halve finales van de 100 meter schoolslag en in de series van zowel de 50 als de 200 meter schoolslag. In Istanboel nam de Litouwer deel aan de wereldkampioenschappen kortebaanzwemmen 2012, op dit toernooi strandde hij in de series van de 50, 100 en 200 meter schoolslag.
Op de Europese kampioenschappen zwemmen 2014 in Berlijn won Stevens de zilveren medaille tijdens de 50 meter schoolslag, achter de Brit Adam Peaty. In de 100 meter schoolslag en de 200 meter schoolslag zwom hij naar brons. Tijdens de Europese kampioenschappen kortebaanzwemmen 2015 behaalde hij brons op de 100 meter schoolslag. Op de Europese kampioenschappen zwemmen 2016 in Londen won Titenis de bronzen medaille op de 100 meter schoolslag.

## Internationale toernooien
| Jaar | Olympische Spelen                      | WK langebaan                                                                                        | WK kortebaan                                                                                         | EK langebaan                                                                     | EK kortebaan                                                                                        |
| ---- | -------------------------------------- | --------------------------------------------------------------------------------------------------- | --- | -------------------------------------------------------------------------------- | --------------------------------------------------------------------------------------------------- |
| 2006 |                                        | | geen deelname                                                                                        | 50e 50m vrije slag 51e 50m schoolslag 53e 100m schoolslag 35e 200m schoolslag    | 45e 50m vrije slag 45e 50m schoolslag 47e 100m schoolslag 32e 200m schoolslag 13e 4x50m vrije slag  |
| 2007 |                                        | 60e 50m vrije slag 31e 50m schoolslag 12e 100m schoolslag 32e 200m schoolslag 14e 4x100m wisselslag | |                                                                                  | 41e 50m schoolslag 32e 100m schoolslag 25e 200 m schoolslag                                         |
| 2008 | 12e 100m schoolslag                    | | geen deelname                                                                                        | 38e 50m schoolslag 25e 100m schoolslag 27e 200m schoolslag 14e 4x100m wisselslag | 29e 50 m schoolslag 13e 100 m schoolslag 8e 200m schoolslag                                         |
| 2009 |                                        | 20e 50m schoolslag · 6e 100m schoolslag · 200m schoolslag · 15e 4x100m wisselslag                   | |                                                                                  | 30e 50m schoolslag 13e 100m schoolslag 18e 200m schoolslag 8e 4x50m vrije slag 12e 4x50m wisselslag |
| 2010 |                                        | | 28e 50m schoolslag 14e 100m schoolslag 17e 200m schoolslag                                           | 13e 50m schoolslag 5e 100m schoolslag 12e 200m schoolslag 9e 4x100m wisselslag   | 20e 50m schoolslag 12e 100m schoolslag 13e 200m schoolslag 9e 4x50m vrije slag 10e 4x50m wisselslag |
| 2011 |                                        | 19e 50m schoolslag 6e 100m schoolslag 6e 200m schoolslag 17e 4x100m wisselslag                      | |                                                                                  | geen deelname                                                                                       |
| 2012 | 8e 100m schoolslag 11e 200m schoolslag | | 20e 50m schoolslag 23e 100m schoolslag 17e 200m schoolslag                                           | geen deelname                                                                    | 30e 50m schoolslag 16e 100m schoolslag 19e 200m schoolslag                                          |
| 2013 |                                        | 29e 50m schoolslag 12e 100m schoolslag 11e 200m schoolslag 13e 4x100m wisselslag                    | |                                                                                  | 13e 50m schoolslag 10e 100m schoolslag 18e 200m schoolslag 9e 4x50m vrije slag 4e 4x50m wisselslag  |
| 2014 |                                        | | 19e 50m schoolslag 17e 100m schoolslag 12e 200m schoolslag 7e 4x50m wisselslag 11e 4x100m wisselslag | 50m schoolslag · 100m schoolslag · 200m schoolslag · 7e 4x100m wisselslag        | |
| 2015 |                                        | 5e 50m schoolslag 6e 100m schoolslag 11e 200m schoolslag 12e 4x100m wisselslag                      | |                                                                                  | 5e 50m schoolslag · 100m schoolslag · 6e 4x50m wisselslag                                           |
| 2016 | 5-21 augustus 2016                     | | 7-11 december 2016                                                                                   | 4e 50m schoolslag · 100m schoolslag · 5e 4x100m wisselslag                       | |

## Persoonlijke records
Bijgewerkt tot en met 13 juni 2016
Kortebaan
| Afstand         | Tijd    | Datum           | Plaats  |
| --------------- | ------- | --------------- | ------- |
| 50m schoolslag  | 26,38   | 2 december 2015 | Netanja |
| 100m schoolslag | 58,03   | 5 december 2015 | Netanja |
| 200m schoolslag | 2.07,42 | 5 december 2014 | Doha    |

Langebaan
| Afstand         | Tijd    | Datum           | Plaats |
| --------------- | ------- | --------------- | ------ |
| 50m schoolslag  | 27,20   | 4 augustus 2015 | Kazan  |
| 100m schoolslag | 58,96   | 2 augustus 2015 | Kazan  |
| 200m schoolslag | 2.07,80 | 31 juli 2009    | Rome   |